# 194
Cette page concerne l'année 194  du calendrier julien. Pour l'année 194 av. J.-C., voir 194 av. J.-C. Pour le nombre 194, voir 194 (nombre).
L'année 194 est une année commune qui commence un mardi.

## Événements
- Avril : Bataille d'Issos[1]. Pescennius Niger, proclamé empereur romain à Antioche en Syrie en 193, est vaincu par les troupes de Septime Sévère à Cyzique, à Nicée-Cius (Bithynie), puis à Issos (Cilicie). Il se replie à Antioche. La ville capturée, il cherche à gagner l'Empire parthe, mais est décapité par les soldats de Cornelius Anullinus[2].
- Mai/juin : les forces de Septime Sévère avancent en Syrie, confisquant les terres des partisans de Pescennius Niger. La province est divisée en Cœlé-Syrie et Syrie-Phénicie, le rôle d’Antioche diminué. Après que les alliés de Pescennius Niger en Osroène et Adiabène ont assiégé Nisibe, Septime Sévère se décide à une action en Mésopotamie[1].

- Dévaluation du denier d’argent par Septime Sévère[3]. Il titre 50 % de métal. Il se dépréciera sans arrêt, pour cesser d'être frappé sous Gordien III (238 - 244).